# Antifeminismus

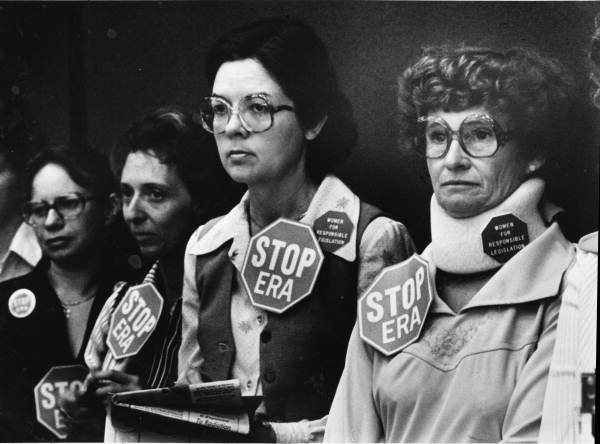
Demonstrantky proti snaze o přijetí ústavního Dodatku o rovnoprávnosti (Equal Rights Amendment – ERA) ve floridském senátu (1979).

Antifeminismus je široce definován jako opozice proti některým nebo všem formám feminismu. Jako antifeminismus lze označit buď teoretické odmítnutí potřeby zrovnoprávnit ženy ve společnosti a politice, nebo odpor vůči organizovaným hnutím, která takové zrovnoprávnění prosazují, nebo vůči konkrétním politickým krokům, která tato hnutí prosazují.
Antifeministé jsou stoupenci antifeminismu. Vyznačují se myšlenkami nebo chováním odrážejícím nedůvěru v ekonomickou, politickou a sociální rovnost pohlaví. Antifeministé mohou být muži i ženy.

## Pojmenování
Francouzská aktivistka za práva žen Hubertine Auclert použila v roce 1882 poprvé pojem féminisme, aby popsala svůj politický postoj. Pojem se rychle rozšířil především na mezinárodních konferencích a kongresech žen. V Německu ale našel jen málo využití v politických aktivitách žen, neboť krátce po francouzsko-německé válce v letech 1870-71 se chtěli Němci od svých francouzských sousedů jazykově vymezit. Zároveň to byl pravděpodobně důvod, proč se tento pojem v průběhu času přece jen prosadil. Odpůrci ženského hnutí shazovali snahy žen o emancipaci a prohlašovali feminismus za něco negativního. V reakci na to byli tito odpůrci brzy označováni jako antifeministé.
Pojem vytvořila německá feministka Hedwig Dohmová v knize Antifeministé (Die Antifeministen, 1902) podle vzoru tehdy již existujícího pojmu antisemitismus. Dílo Antifeministé se skládá v zásadě ze sbírky článků, které již publikovala v různých časopisech. Práce je ideologicky kritickou analýzou různých typů antifeministů a jejich motivů.

## Druhy antifeministů
- Rovnocenný antifeminista: Osoba, která věří v rovnost mezi pohlavími, ale nevěří, že feministická filozofie sdílí tyto ideály.
- Přirozený antifeminista: Osoba, která věří, že pohlaví jsou rozdělena do různých oblastí kompetencí, ať už Bohem, nebo od přírody, a že když osoba jednoho pohlaví vystoupí z role svého určeného pohlaví, vede to buď k neštěstí, nebo k negativní produktivitě. Vyznačuje se myšlenkami nebo chováním odrážejícím nedůvěru v ekonomickou, politickou a sociální rovnost pohlaví.
- Misogynistický antifeminista: Ten, kdo věří, že ženy jsou podřadné a měly by být pod vedením nebo ve službě mužům.[5]

## Významní světoví představitelé
- Ann Coulterová
- Gertrud von Le Fort
- Rush Limbaugh
- Camille Pagliaová
- Phyllis Schlaflyová

## Antifeminismus v současném českém prostředí
Téma antifeminismu nebylo v minulosti v českém veřejném prostoru probíráno, přestože pro to existovaly předpoklady. V komunistickém Československu byla nerovnost pohlaví zakotvena přímo v zákonech, muži byli diskriminováni povinnou vojnou, pozdějším věkem odchodu do důchodu  a všeobecně rozšířeným svěřováním dětí z rozvedených manželství do péče matek. V dnešní České republice jsou si již obě pohlaví teoreticky rovna, přetrvává však pověra o matce jako důležitějším rodiči pro dítě.
Proto se v poslední době rozvinula kritika českých feministek, které na jednu stranu volají po odstranění všech přetrvávajících forem diskriminace (např. požadavky na genderové kvóty v politických funkcích nebo v podnicích), na druhou stranu mlčí o narovnání rodových rozdílů při rozhodování o péči o děti rozvedených rodičů, případně proti rodičovské rovnosti aktivně vystupují. S kritikou feminismu vystupuje např. lidskoprávní sdružení K 213  nebo webový portál Střídavka. Kromě rodičovské nerovnosti jsou feminismu zazlívány destrukce současné společnosti a totalitářské tendence. 
Ze současné české literatury se profiluje jako antifeministka např. spisovatelka Věra Nosková, část jejíž tvorby je věnována kritice nerovného postavení mužů a žen. Její knihy Chraňme muže a Příběhy mužů zaznamenaly dopady feminismu na muže a celou společnost, antiutopický román Rozkošný zákon pak paroduje feministickou totalitu.